# Trynidad i Tobago na Letnich Igrzyskach Olimpijskich 1972
Trynidad i Tobago na Letnich Igrzyskach Olimpijskich 1972 reprezentowało 19 zawodników.

## Skład kadry

### Kolarstwo
Mężczyźni
- Pat Gellineau - wyścig indywidualny ze wspólnym startem - nie ukończył
- Clive Saney - wyścig indywidualny ze wspólnym startem - nie ukończył
- Anthony Sellier - wyścig indywidualny ze wspólnym startem - nie ukończył
- Vernon Stauble - wyścig indywidualny ze wspólnym startem - nie ukończył
- Vernon Stauble Anthony Sellier Clive Saney Pat Gellineau - wyścig na czas 100 km - 29. miejsce
- Leslie King

Sprint - odpadł w szóstej rundzie
Wyścig na czas - 19. miejsce
- Winston Attong - sprint - odpadł w drugiej rundzie
- Vernon Stauble - wyścig indywidualny na dochodzenie - 23. miejsce
- Vernon Stauble Anthony Sellier Clive Saney Pat Gellineau - wyścig drużynowy na dochodzenie - 20. miejsce

### Lekkoatletyka
Mężczyźni
- Hasely Crawford - 100 metrów - nie ukończył biegu finałowego
- Ainsley Armstrong

100 metrów - odpadł w ćwierćfinałach
200 metrów - odpadł w półfinałach
- Rudy Reid - 100 metrów - odpadł w eliminacjach
- Edwin Roberts - 200 metrów - odpadł w ćwierćfinałach
- Trevor James - 200 metrów - odpadł w ćwierćfinałach
- Charles Joseph - 400 metrów - odpadł w ćwierćfinałach
- Arthur Cooper - 400 metrów - odpadł w ćwierćfinałach
- Lennox Stewart - 800 metrów - odpadł w eliminacjach
- Arthur Cooper, Pat Marshall, Charles Joseph, Edwin Roberts, Trevor James - 4 × 400 metrów - 8. miejsce

Kobiety
- Laura Pierre - 200 metrów - odpadła w eliminacjach

### Pływanie
Mężczyźni
- Geoffrey Ferreira

100 metrów st. dowolnym - odpadł w eliminacjach
100 metrów st. motylkowym - odpadł w półfinałach
200 metrów st. motylkowym - odpadł w eliminacjach

### Żeglarstwo
Mężczyźni
- David Farfan, Richard Bennett - klasa Latający Holender - 28. miejsce